# Ritus
En rite eller ritus (fra latin – flertal riter) er en religiøs skik, kirkeskik, offerskik. Ofte symboliserer de en overgang fra et stadium til et andet, overgange forbundet med menneskelige kriser som undfangelse, fødsel, pubertet, ægteskab og død.
Man kan dele funktionen i to kategorier:
1. Den individuelle funktion.
2. Den sociale funktion.

Den individuelle funktion består i at give individet klarhed og tryghed om den forstående overgang. Riten kan omfatte en bestemt form, et særligt tidspunkt, sted osv., som forklarer, hvordan mennesket skal komme videre i sit liv og sin personlige udvikling. 
Den sociale funktion binder en gruppe mennesker sammen, som  nu udgør et samfund. Det kan ske på mange planer.
Eksempler på kristelige riter:
- Dåb
- Konfirmation
- Bryllup
- Begravelse
- Gudstjeneste